# Hope Pezzini
Hope Pezzini è la figlia della detentrice di Witchblade, Sara Pezzini, e del detentore di Darkness, Jackie Estacado. Dai poteri ancora sconosciuti, ma chiaramente derivati da Darkness, è considerata uno dei 13 artefatti dell'universo Top Cow che ha alterato l'equilibrio della Triade a sfavore dell'Angelus. Viene chiamata Hope come la nonna di Sara. Appare per la prima volta in Witchblade: Il primo figlio.

## Morte e Rinascita
Nel numero 99 della serie regolare di Witchblade, Sara confessa al suo compagno, Patrick Gleason di essere incinta, pur non avendo idea di chi sia il padre: per proteggere lei e il bambino si reca dal Curatore con l'intenzione di disfarsi di Witchblade. In quel momento viene scelta come nuova detentrice Danielle Baptiste, che aiuterà Sara fino alla nascita di Hope.

## First Born
Poco prima della nascita di Hope, Sara viene a sapere che il padre della bambina è Jackie Estacado, detentore di Darkness: il sovrano dell'oscurità, per eliminare definitivamente l'Angelus, ha preso possesso del corpo di Jackie perché concepisse un figlio con la detentrice di Witchblade, in quel momento in coma in ospedale. Lo stesso Jackie ha scoperto la verità poco prima da uno dei soldati dell'Angelus.
Aiutata da Danielle e dalla Magdalena, Sara riesce a impedire che l'Angelus rapisca la bambina, ma i tentativi dell'Angelus e dello stesso Darkness, sfuggito al controllo di Jackie, di rapire la bambina si sono ripetuti più volte, ma sono sempre falliti.

## Il rapimento
Il rapimento di Hope da parte di Aphrodite IV, un'assassina-robot costruita per dare la caccia a Witchblade e agli altri artefatti è l'inizio dell'ultima grande saga di Top Cow, che coinvolge tutti e 13 gli Artefatti magici. Dopo aver ucciso Julie Pezzini e aver portato via Hope, Aphrodite IV si dà alla fuga, mentre Sara e Jackie cercano di ritrovare la bambina.